# Староактау
Староакта́у (рос. Староактау, башк. Иҫке Аҡтау) — село у складі Буздяцького району Башкортостану, Росія. Входить до складу Каранської сільської ради.
Населення — 303 особи (2010; 302 у 2002).
Національний склад:
- татари — 67 %
- башкири — 32 %